# Associação de Jovens da Fonte do Bastardo
A Associação de Jovens da Fonte do Bastardo é uma entidade desportiva fundada a 21 de Outubro de 1975, sediada na freguesia da Fonte do Bastardo, município da Praia da Vitória, ilha da Terceira, Açores. A associação tem-se destacado na prática do voleibol e futsal.

## Voleibol
No voleibol alcançou o título da divisão A2 em 2004/05, e no seu primeiro ano na divisão A1, em 2005/06 alcançou um surpreendente 5º lugar à frente de históricos da modalidade como o Castêlo da Maia e o Leixões SC. 
Em 2007/2008, o clube iria classificar-se em 3º lugar e em 2010/2011 obteria a sua melhor classificação de sempre ao sagrar-se Campeão Nacional de Voleibol.
A 22 de Março de 2013, em Coimbra o Fonte Bastardo conquistou a sua 1ª Taça de Portugal (voleibol) ao bater o Vitória Sport Clube por 3-0 (25-20, 25-15, 25-21). 